# Hutton (Lancashire)
Hutton – wieś w Anglii, w hrabstwie Lancashire, w dystrykcie South Ribble. Leży 46 km na północny zachód od miasta Manchester i 305 km na północny zachód od Londynu. W 2001 miejscowość liczyła 2073 mieszkańców.